# 집단군

APP-6A 기준 군집단 기호

집단군(集團軍, 영어: Army group은 다수의 야전군으로 구성되어 무기한으로 자급자족이 가능한 군사 조직의 부대 단위이다. 집단군은 특정한 지리적 범위에서 전역(戰役)을 계획하고 지휘하는 것을 책임진다. 지금까지 제2차 세계 대전 중 주요 국가만이 운용한 경험이 있다.

## 명칭
국내에서는 Army group을 국방과학기술용어사전 등에서 집단군(集團軍)으로 번역하고 있다.

## 개요
집단군은 단일 지휘관 - 보통 원수 또는 대장 - 이 지휘하는 가장 큰 야전 조직으로, 일반적으로 400,000명에서 1,000,000명으로 이루어져 있다. 또한 이 집단군은 하나의 국가가 갖는 총 병력과 맞먹는 규모이기도 하다.
소비에트 붉은 군대와 공산주의 폴란드군의 집단군은 전선군(Front), 일본 제국 육군은 총군(일본어: 総軍 소군[*]), 영어: General Army)이었다.
집단군은 다국적 군대의 편제로 구성될 수도 있다. 예를 들면, 제2차 세계 대전 기간 동안, 미국 제6집단군은 미국 제7군과 프랑스 제1군으로 구성되었고, 영국 제21집단군은 영국 제2군, 캐나다 제1군 그리고 미국 제9군으로 구성되었다. (여기서 각 군은 야전군급 부대이다.)

## NATO
냉전 기간 동안, 북대서양 조약기구(이하 NATO)의 중앙유럽 지역(대부분 독일 연방 공화국)의  지상군은 전시에 두 개의 ‘집단군’으로 지휘되었다. 중앙유럽 연합군과 공군, 두 개의 집단군은 소련과 바르샤바 조약기구의 침략에 대항하여 독일의 방위를 책임졌었다. 이러한 두 개의 주요 부지휘관(PSCs)은 오직 제한된 평시 권한과 훈련, 정책, 병참 같은 사안과 동맹, 책임보다는 대체로 국가적인 교전 규칙(ROE)을 가지고 있었다.
NATO의 두 집단군 편제는 북부집단군(NORTHAG)과 중앙집단군(CENTAG)이 있다. 제2차 세계 대전과 그 이전까지 이 두 편제는 각각 4개의 군단으로 이루어진 야전군이었다. 북부 집단군은 북쪽에서부터 남쪽까지 네덜란드 제1(I)군단, 독일 제1(I)군단, 영국 제1(I)군단 그리고 벨기에 제1(I)군단으로 구성되어 있었다. 북부집단군의 지휘관은 주라인 영국 육군(BAOR)의 영국 지휘관이었다. 중부집단군은 북쪽에서부터 남쪽까지 독일 제3(III) 군단, 미국 제5(V)군단, 미국 제7(VII)군단 그리고 독일 연방 공화국의 최남단에 있는 독일 제2(II)군단으로 구성되어 있었다. 미국 유럽 육군의 지휘관이 중앙집단군을 지휘했다.
1991년 11월 로마 북대서양조약기구(NATO) 정상회의에서 각국의 나토 수장들은 "새로운 전략 구상"을 채택했다. 이 새로운 전략 지향은 다른 무엇보다도 군과 통합 명령 구조의 근본적인 변화를 가져왔다. 1993년 6월 구조적 변화가 시작되었는데, 하이델베르크에 있는 중부집단군과 묀헨글라트바흐에 있는 북부집단군의 본부는 냉전의 종식에 수반하여 해체되고, 1993년 7월 1일부터 하이델베르크에서 활동을 시작한 중앙유럽 연합지상군(LANDCENT)으로 교체되었다.